# 拉格蘭城堡
拉格蘭城堡（英語：Raglan Castle）是位於英國威爾斯東南部蒙茅斯郡村莊拉格蘭的一座中世紀後期的城堡，修建於15世紀至17世紀早期的這段期間。英國內戰後，拉格蘭城堡陷入廢棄。現在的拉格蘭城堡則是威爾斯著名的觀光景點。

## 外部連結
- Information from Cadw